# نیروگاه هسته‌ای تاکاهاما
نیروگاه هسته‌ای تاکاهاما (به لاتین: Takahama Nuclear Power Plant) یک نیروگاه هسته‌ای در ژاپن است که در تاکاهاما، فوکوئی واقع شده‌است.